# Бранимир Костадинов
Бранимир Петев Костадинов (роден на 4 март 1989 г.) е бивш български футболист. Висок е 180 см, с тегло 76 кг.

## Кариера
Започва да тренира футбол в подготвителните групи на софийския Септември под ръководството на близнаците Тони и Кирил Кирилови. Впоследствие преминава в ДЮШ на ПФК Славия (София). През май 2004 г. е одобрен и се мести в юношеския отбор на ЛАСК Линц в Австрия, където играе 22 мача и отбелязва 19 гола.
Вкарва 3 гола за Българския национален отбор до 17 години при победата с 4:0 над Австрия в европейското първенство до 17 години. Поканен от Манчестър Сити и шотландския Хартс, отказва директно предложение за договор на френския РК Ланс. Заради административни ограничения в Англия Сити не успява да привлече българина през ноември 2005 година. Костадинов заминава за Шотландия през януари 2006 г. Състезава за Хартс в младежката лига, където вкарва 15 гола в 22 мача. Обявен е от английския „Скай Спортс“ за един от най-обещаващите таланти на Европа.
През сезон 2007 – 08 изкарва подготовка в първия отбор в Германия, където вкара първия си гол в поражението с 1:2 от БВ Клопенбург. След това той играе в юношеската формация на „сърцата“ до 17 години и резервния тим през 2007 г. 2008 г. Има 10 приятелски срещи с първия отбор и 3 гола. На 10 март 2008 отново е поканен на тренировки с Манчестър Сити. Поради административни спънки трансферът в Сити се проваля.
След края на сезон 2008 – 09, заради остри финансови проблеми и дългове на клуба от Единбург, договорът на Костадинов и на всички играчи от континентална Европа с Хартс е прекратен и те напускат Острова.
Костадинов отказва поканата на швейцарския АК Белиндзона и се завръща в България, където е поканен от ПСФК Черноморец (Бургас) да премине пробни тестове.
В мач на дублиращия тим, игран на стадион „Лазур“, той вкарва два гола и асистира за други два при победа с 6:0 срещу отбора на Вихрен (Сандански).
Няколко дни по-късно, на 20 юни 2009 г., Костадинов подписва договор за три години с ПСФК Черноморец (Бургас).
През 2011 г. преминава в редиците на Ботев (Враца), който се завръща в „А група“ след 20 години отсъствие. Подписва за 1.5 години. След силна една година в отбора от Враца, Костадинов преминава под наем за половин сезон в словашкия Татран Прешов с опция за закупуване. След края на преодстъпването си, Костадинов се завръща в България. Прекратява договора си с Ботев (Враца) по вина на клуба и преминава в Локомотив (София), подписвайки договор за 1.5 години. Утвърждава се като титуляр при треньора Емил Велев. През 2014 г. Костадинов прекратява по взаимно съгласие договора си с Локомотив и след 3 години се завръща в Черноморец (Бургас). Подписва договор за 1 година. След само 6 месеца, той напуска клуба за неизплатени задължения. Подписва договор с пловдивския гранд Локомотив Пловдив къдете играе една година. Играе 90 минути в един от двата двубоя с Ботев Пловдив на 1/4 финал. След 1:1 на Лаута и 1:2 в Коматево, Локомотив достига 1/2 финал. Костадинов е контузен за следващите двубои с Черно море.
След напускането на Локомотив Пловдив и провален транфер в чужбина, Костадинов решава да се присъедини към лидера на Б група Дунав Русе. Отборът вече е изиграл 7 мача от първенството на второто ни ниво, когато Костадинов подписва за 2 години с клуба. Следва промоция в Първа Професионална Лига с преднина от 10 точки пред втория в класирането на Втора Лига. Следва една от най-паметните години за клуба в която отборът успява да влезне в първата шестица и да завърши 4-ти в първенството. Костадинов се утвърждава като основен футболист на отбора, става втори голмайстор вкарвайки 8 гола и 9 асистенции във въпросния сезон. Взема участие в паметните двубои с Лудогорец, в единия от които вкарва на шампионите. Пред около 15 000 зрители, Костадинов вкарва два гола при поражението от бившия му клуб Локомотив Пловдив в първия домакински мач на Дунав в Русе от 25 години насам. Дунав получава правото да участва в предварителните кръгове на Лига Европа, изправяйки се срещу отбора на бившия треньор на Костадинов в Черноморец Бургас- Димитър Димитров-Херо. Дунав губи и двата мача срещу Иртиш Павлодар, но оставя отлични впечатления въпреки пораженията. Костадинов изиграва пълни 90минути и в двата мача. След общо 4 сезона с екипа на Дунав, Костадинов напуска клуба по неочакван начин за всички. През февруари 2019 г. почти сигурен трансфер в родната Славия София пропада. Не си намира отбор до лятото на същата година. През юни 2019 г. получава предложение от Лудогорец Разград, което той приема, въпреки възможността да играе само за втория отбор състезаващ се във Втора Професионална Лига. Приема задачата с опита си да помага на по-младите от него момчета. Записва исторически сезон за втория отбор на Лудогорец, след като през първата част от сезон 20/21 отборът е на една победа от 1-вото място, а през втората част на сезона, отборът е в люта битка за бронзовите медали. След две загуби, Лудогорец 2 завършва 4-ти, което е и най-доброто постижение на отбора в Б група. Костадинов завършва сезона на силните позиции за него в атака и за 8 мача успява да отбележи 6 гола. За целия сезон вкарва 7 гола, като 70% от мачовете, той изиграва като десен защитник вследствие на липсващ такъв. Дебютира за представителния тим на шампиона на България срещу Пфк Цска 1948. В този мач той играе като ляв защитник. Изиграва 90мин., като се отчита с асистенция за единствения гол в мача за Лудогорец, дело на Клаудио Кешейру. Мачът завършва 3:1 за домакините от София.След този мач, Костадинов остава в Лудогорец продължавайки да помага с опита си на по-младите футболисти в Лудогорец 2. Дубъла успява да запише още едно 4-то място през сезон 22/23, като е на 4 точки от 3-тата позиция. През сезон 23/24, Костадинов записва успешен сезон, вкарвайки 6 гола, въпреки, че играе предимно като ляв или десен бек. В последния мач за сезона срещу изпадналия вече Марица Пловдив, Костадинов извежда младите си съотборници с капитанската лента. Дебют в професионалния футбол правят 6 човека от 3-тия отбор на Лудогорец. Мачът завършва 1:1, като голът вкарва именно Костадинов от дузпа 10 минути преди края. След като изиграва първата половина на сезон 24/25, като играещ треньор, на 5-ти декември 2025г срещу Локомотив Горна Оряховица, той изиграва и последния си мач в своята кариера. От 2025г, Бранимир ще бъде кондиционен треньор в школата на Лудогорец Разград. 

## Национален отбор
През 2006 г. Костадинов е голмайстор на група 3 от европейското първенство по футбол до 17 години. Също е част от националния отбор на България до 19 години. Общо за България той има 35 мача и 9 гола. Участник е на европейското пърнество до 19 години в Чехия през юли 2008 година.
Бранимир Костадинов дебютира за младежкия национален отбор на 4 юни 2009 година при загубата от Австрия с 0:1 в приятелски мач на родния му стадион „Славия“ в София.

## Статистика по сезони[1]
| Сезон     | Отбор           | Първенство  | Мачове | Голове |
| --------- | --------------- | ----------- | ------ | ------ |
| 2009/ес.  | Черноморец (Пм) | Б група     | 13     | 4      |
| 2010/пр.  | Черноморец (Бс) | А група     | 3      | 0      |
| 2010/ес.  | Черноморец (Пм) | Б група     | 9      | 0      |
| 2011/пр.  | Черноморец (Бс) | А група     | 3      | 0      |
| 2011/12   | Ботев (Враца)   | А група     | 26     | 4      |
| 2012/ес.  | Татран          | Коргон лига | 10     | 1      |
| 2013/пр.  | Локомотив (Сф)  | А група     | 9      | 0      |
| 2013/ес.  | Локомотив (Сф)  | А група     | 9      | 1      |
| 2014/пр.  | Черноморец (Бс) | А група     | 8      | 0      |
| 2014/2015 | Локомотив (Пд)  | А група     | 10     | 0      |
| 2015/2019 | Дунав (Рс)      | Първа лига  | 99     | 9      |